# Ribose-5-phosphat-Isomerase
Ribose-5-phosphat-Isomerase (RPI) ist das Enzym, das Ribose-5-phosphat und Ribulose-5-phosphat ineinander umwandelt. Dieses Reaktionsgleichgewicht ist ein Teilschritt des Pentosephosphatwegs in fast allen Lebewesen, und bei der Kohlenstoffdioxid-Assimilation in Pflanzen. Ein Mangel an RPI durch Mutationen im RPIA-Gen beim Menschen ist selten und führt zu Leukodystrophie und peripheren Neuropathien durch Ansammlung von Ribitol und Arabitol.

## Katalysiertes Reaktionsgleichgewicht
{\displaystyle \rightleftharpoons }  
Ribulose-5-phosphat wird zu Ribose-5-phosphat umgelagert und umgekehrt. Auch die Di- und Triphosphate werden als Substrat akzeptiert.